# Ualabi cuanegre
El ualabi cuanegre (Wallabia bicolor) és un petit marsupial macropòdid de l'est d'Austràlia. Aquest ualabi és actualment classificat com l'única espècie del gènere Wallabia. Viu a les àrees més septentrionals de la península del Cap York de Queensland, a tota la seva costa oriental i fins al sud-oest de Victòria. Antigament també vivia fins al sud-est d'Austràlia Meridional, però actualment és rar o està absent d'aquesta regió.